# Global Organic Textile Standard

Global Organic Textile Standard Logo

Der Global Organic Textile Standard (GOTS) ist ein weltweit angewendeter Standard für die Verarbeitung von Textilien aus biologisch erzeugten Naturfasern und damit ein wichtiges Textilsiegel. Er definiert umwelttechnische Anforderungen entlang der gesamten textilen Produktionskette sowie Sozialkriterien. Die Qualitätssicherung erfolgt durch unabhängige Zertifizierung der gesamten Textillieferkette.

## Organisation
Die Global Organic Textile Standard International Working Group (IWG) besteht aus vier Mitgliedsorganisationen:
- Internationaler Verband der Naturtextilwirtschaft (IVN), Deutschland[2]
- Soil Association (SA), England[3]
- Organic Trade Association (OTA), USA[4]
- Japan Organic Cotton Association (JOCA), Japan[5]

Sie bringen ihre jeweiligen Fachkenntnisse in der ökologischen Landwirtschaft und der umweltverträglichen und sozial verantwortlichen Textilverarbeitung beim GOTS ein, zusammen mit anderen internationalen Stakeholder-Organisationen und Experten.
Im Jahr 2008 gründeten die IWG-Mitgliedsorganisationen gemeinsam die Global Standard GmbH, nunmehr eine gemeinnützige GmbH. Diese Gesellschaft führt alle Tätigkeiten im Zusammenhang mit der Umsetzung des GOTS und der damit verbundenen Qualitätssicherung sowie des Lizenzierungssystems durch. Sie ist außerdem Eigentümerin des GOTS-Labels, das bereits in nahezu allen relevanten Märkten für Bio-Textilwaren als Marke eingetragen wurde. Die Internationale Arbeitsgruppe ist das Entscheidungsgremium für alle relevanten strukturellen und politischen Fragen im Hinblick auf das GOTS-Programm.

## Zielsetzung
Ziel dieses Standards ist es, Anforderungen zu definieren, die eine nachhaltige Herstellung von Textilien gewährleisten, angefangen von der Gewinnung textiler Rohfasern über umweltverträgliche und sozial verantwortliche Herstellung bis zur Kennzeichnung der Endprodukte und dadurch Produktsicherheit für den Endverbraucher zu bieten.

## Kriterien
Der Standard deckt Herstellung, Konfektion, Verpackung, Kennzeichnung, Handel und Vertrieb aller Textilien ab, die aus mindestens 70 % kontrolliert biologisch erzeugten Naturfasern bestehen. Es können z. B. Garne, Stoffe, Bekleidung, Heimtextilien und sonstige Produkte aus textilen Fasern zertifiziert werden. Der Standard legt keine Kriterien für Leder- und Fellprodukte fest.

### Soziale Mindestkriterien
Alle Verarbeiter und Hersteller müssen soziale Mindestkriterien auf der Grundlage der Kernnormen der Internationalen Arbeitsorganisation erfüllen. Sie müssen ein Managementsystem mit festgelegten Elementen haben, um die Einhaltung der Mindestkriterien sicherzustellen. Die Übereinkommen der Internationalen Arbeitsorganisation dienen als Grundlage für eine angemessene Umsetzung und Beurteilung der jeweiligen Sozialkriterien.